# He 116 (航空機)
ハインケル He 116
- 用途：郵便機、偵察機
- 設計者：ギュンター兄弟
- 製造者：ハインケル
- 運用者：ルフトハンザ航空、ドイツ空軍、満洲航空
- 初飛行：1937年
- 生産数：14機
- 運用開始：1938年

ハインケル He 116（Heinkel He 116）は、ドイツと日本の間で航空郵便を運ぶためにハインケル社で開発、製造された長距離郵便機である。この任務のために数機が、同様に長距離偵察機として少数が製造された。

## 設計と開発
He 116の設計は、アフガニスタンのパミール高原越えの航空路を計画していたルフトハンザ航空が1936年に出した要求に応えて始まった。膨大な燃料を搭載して7,600 mの高さを越えなくてはならないため、この航続性能を達成する航空機を生産するには大きな問題があった。当時はこの種の高高度性能を有するエンジンは無かったが、ヒルト社が500馬力級のエンジンを開発中であった。ギュンター兄弟は、重い燃料重量に対してこのエンジン4基をハインケル He 70「ブリッツ（Blitz、稲妻）」の機体に取り付けることを提案した。
He 116の主翼は、He 70の2本桁に合板表皮（He 70の様に）の楕円翼を改造して使用していた。胴体は全くの新規のジュラルミン製セミモノコック構造で、水上に不時着することを想定して水密構造になっていた。
構造設計の多くがHe 70と共通であったため、試作機のHe 116 V1は1937年早くに完成した。この時点で新しいエンジンはまだ用意できていなかったので、試作機は代わりにもっと小さな270 hp (200 kW)のヒルト HM 508Cを装着していた。
1938年にV2号機とV4号機がルフトハンザ航空に納入され、「シュレジェン」と「ハンブルク」と命名された。V5号機とV6号機は、1938年4月に15,251 km、54時間17分に渡る6日間の飛行を行い日本へ納入された。両機は「乃木号」および「東郷号」と命名され、満洲航空において東京 - 新京路線で利用された。

### 116R
V3号機は生産ラインから外されて記録挑戦機に改装された。主な改修点は拡大された75.6 平方メートルの主翼で全幅は25 メートルに伸ばされており、胴体内の燃料タンク容量が増加していた。設計は高高度性能を要求していなかったので、C型に変えて若干低回転で燃料消費率が改善されたが240馬力しか出せないHM 508H エンジンが装着された。低出力と増加した燃料搭載量により離陸が困難になり「He 116R ロストック」と改称された機体にはRATO（離陸補助ロケット）装置が4基取り付けられた。
初飛行の時に1基のロケットが裂けて脱落し主翼を直撃したため、大規模な修理が必要となった。修理が完了した後の1938年6月30日に2回目の挑戦がなされ、平均速度214 km/hで無給油9,942 kmの飛行記録を樹立した。

### 116B
この時点で新エンジンの開発プロジェクトは完全にキャンセルされたが、508エンジンの追加注文は続けられた。V7号機とV8号機は長距離偵察機用の改造が施され、多くのドイツ空軍の爆撃機に共通の特徴に類似したガラス張りの機首を持っていた。テストは1938年に実施され、結果は概ね満足いくものであった。その後「He 116B-0」として知られるV7号機仕様の6機が発注された。これらの機にはV9からV14までの番号が付与された。
He 116Bは敵戦闘機の航続距離範囲の外の領域で運用されることを想定していたために防御用の武装は持っていなかった。第二次世界大戦に先立って全8機（V7からV14まで）が偵察部隊に配備されたが、この時点で低速かつ非武装の航空機が有益な偵察活動を行うことは期待できなかった。その代わりに、これらの機体は制空権のあるドイツ領域外の地図作成の任務に使用されたほか、ドイツ国内での連絡任務に使用された。

## 運用
ドイツ国
ドイツ空軍
 満洲国
満洲航空

## 要目
（He 116A）
- 乗員：3 - 4名

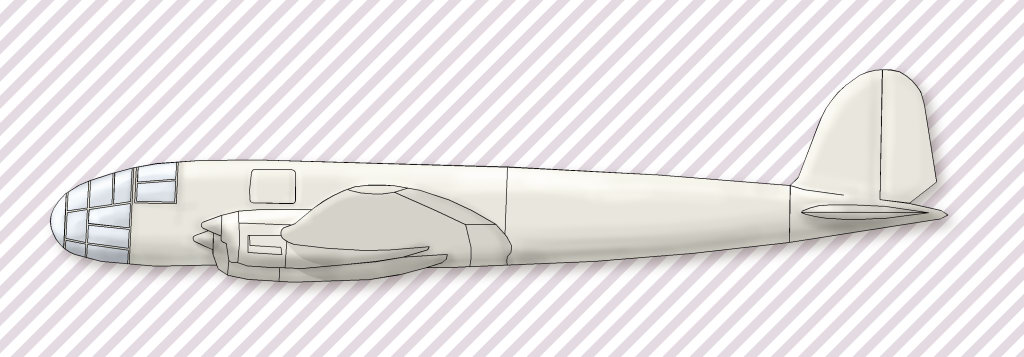
側面図

- 全長：13.70 m (44 ft 11 in)
- 全幅：22.0 m (72 ft 2 in)
- 全高：3.3 m (10 ft 10 in)
- 翼面積：62.9 m2 (677 ft2)
- 翼面荷重：113 kg/m2 (23 lb/ft2)
- 空虚重量：4,050 kg (8,930 lb)
- 運用重量：7,130 kg (15,720 lb)
- 馬力重量比：100 W/kg (0.06 hp/lb)
- エンジン：4 × ヒルト HM 508C 空冷倒立V8 エンジン、182 kW (244 hp)
- 最大速度：375 km/h (233 mph, 202 kt)
- 巡航高度：7,600 m (24,900 ft)
- 航続距離：3,500 km (2,170 mi, 1,900 nm)

### 書籍
- Smith J. R. and Kay, Anthony. German Aircraft of the Second World War. London: Putnam & Company Ltd., 1972. ISBN 0-370-00024-2.